# محاكمة عزل دونالد ترامب الثانية
وافق مجلس النواب الأمريكي على دعوى عزل الرئيس الخامس والأربعين للولايات المتحدة دونالد ترامب في 13 يناير 2021، وهي الدعوى الثانية التي تقام ضده. وتبنى مجلس النواب مادة واحدة من إجراءات العزل ضد ترامب، وهي: التحريض على العصيان، ليصبح ترامب بذلك الرئيس الأمريكي الوحيد الذي تعرّض لإجراءات إقالة من منصبه لمرتين، إذ كان مجلس النواب الأمريكي قد وافق على دعوى أولى لعزله في 2019. فُتِحت الدعوى الثانية لعزل ترامب ثم محاكمته إثر اتهامه بمحاولة التمرد على نتائج الانتخابات الرئاسية الأمريكية 2020، التي أعلنت المرشح الديمقراطي جو بايدن رئيسًا منتخبًا للولايات المتحدة.
إذا أدان مجلس الشيوخ الأمريكي دونالد ترامب قبل انتهاء ولايته الرئاسية في 20 يناير 2021، فسيُعزل ترامب من منصبه، وسيصبح نائب الرئيس مايك بنس الرئيس السادس والأربعين للولايات المتحدة، وهذا سيجعل ترامب أول رئيس في التاريخ الأمريكي يُدان في محاكمة عزل وإقالة من منصبه، وسيجعل ولاية بنس الأقصر بين أي رئيس في تاريخ الولايات المتحدة. جرت مناقشات حول احتمال إدانة ترامب في مجلس الشيوخ بعد تركه منصبه، مما يترك الباب مفتوحًا أمام إمكانية تقييد رئيس سابق مُدان بشكل دائم من تولي أي منصب عام. على الرغم من أن الدستور الأمريكي لا ينص على إمكانية إجراء محاكمة عزل في مجلس الشيوخ للمسؤولين السابقين الذين لم يعودوا يشغلون مناصب عامة، إلا أن هناك سابقة حدثت في عام 1876، حين استقال وزير الحربية وليم دبليو بيلكناب من منصبه إثر فضيحة فساد، ثم جرى عزله من قبل مجلس النواب ومحاكمته من قبل مجلس الشيوخ الذي برأه من التهم بأغلبية بسيطة، وليس أغلبية الثلثين المطلوبة في التصويت عند الإدانة.
كان الرئيس الأمريكي دونالد ترامب قد تعرّض مسبقًا لدعوى عزل أولى وافق عليها مجلس النواب في 18 ديسمبر 2019 بتهمة إساءة استخدام السلطة وعرقلة عمل الكونجرس فيما يتعلق بفضيحة ترامب وأوكرانيا؛ والتي انتهت بتبرئته من كلتا التهمتين من قبل مجلس الشيوخ الأمريكي في 5 فبراير 2020.